# Dreckapotheke

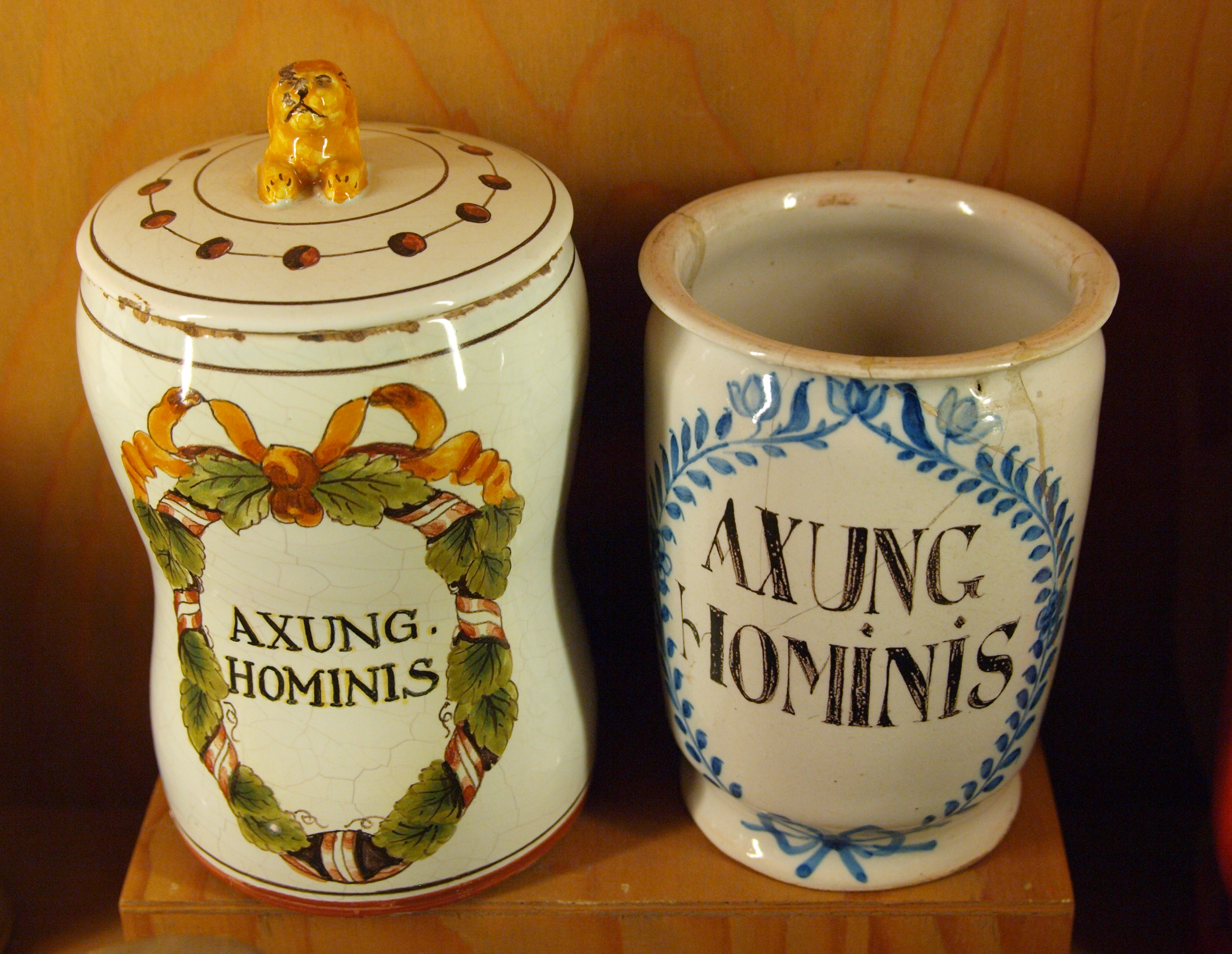
Apothekengefäße für Menschenfett (17. oder 18. Jahrhundert)

Unter Dreckapotheke versteht man die Verwendung menschlicher und tierischer Exkremente und Sekrete sowie von Bestandteilen von deren Körpern (Animalia) als Arzneimittel. Neben Kot und Urin wurden auch innere Organe, Speichel, Nasenschleim, Schweiß, Sperma, Ohrenschmalz, Menstrualblut, Spinnweben und Spulwürmer als Bestandteil von Arzneimitteln verwendet. Die Zutaten wurden sowohl innerlich als auch äußerlich angewendet.

## Konzept der Dreckapotheke und verwendete Zutaten
Hinter der Verwendung der oft ekelerregenden und abstoßenden Zutaten und Rezepturen der Dreckapotheke stehen verschiedene historische heilkundliche Grundprinzipien. Auch wenn die Empfehlungen aus heutiger Sicht abstrus und manchmal amüsant erscheinen, so lässt sich dahinter doch ein in sich durchdachtes Konzept erkennen, das sowohl magisch-religiöse als auch empirisch-rationale Elemente enthält.
Das Analogie-Prinzip similia similibus curentur (Ähnliches kann mit Ähnlichem behandelt werden) ist in der traditionellen Heilkunde vieler Kulturen zu finden. Danach greift man auf Substanzen zurück, die der zu behandelnden Erkrankung in bestimmten Eigenschaften ähneln oder in ihrer Benennung eine Ähnlichkeit aufweisen. Man ging dabei davon aus, dass ähnliche Dinge Wirkungen aufeinander ausüben und sich darüber gegenseitig beeinflussen. Auf dem Analogie-Prinzip beruhte zum Beispiel die aus dem Alten Ägypten bekannte Behandlung von Knochenbrüchen mit Straußeneierschalen oder die Anwendung einer gekochten grauen Maus gegen das Ergrauen der Haare.
Ein weiteres heilkundliches Grundprinzip führte dagegen zur Verwendung von Antisymphatiemitteln, die in ihrer Beschaffenheit konträr zu dem Leiden standen, das behandelt werden sollte, und denen dadurch eine Art Gegenwirkung zugeschrieben wurde. Danach glaubte man zum Beispiel, dass man durch das Blut eines schwarzhaarigen Tieres die schwarze Farbe der eigenen Haare erhalten könne. Eine bedeutende Rolle spielte außerdem das Prinzip der Singularitätsmagie, nach dem besonders ausgefallene, merkwürdige, seltene oder teure Zutaten besonders wirksam seien, was maßgeblich zu einer breiten Verwendung von Mitteln der Dreckapotheke beitrug.
Der Dominikaner und Arzt Nikolaus von Polen lehnte um 1275 in seinem Werk Anthippocras die mittelalterliche Schulmedizin ab, also die Scholastik und insbesondere die auf der Humoralpathologie aufgebaute Lehre von Galen. Er propagierte ein alternativmedizinisch-naturheilkundliches Konzept und empfahl, statt der teuren Arzneimittel besser aus verabscheuten Tieren wie Schlangen, Kröten, Schnecken oder Maulwürfen zubereitete therotherapeutische (von griechisch thēr „Tier“) Heilmittel zu verwenden, da auch Gott das Niedrige mehr liebe als das Erhabene.

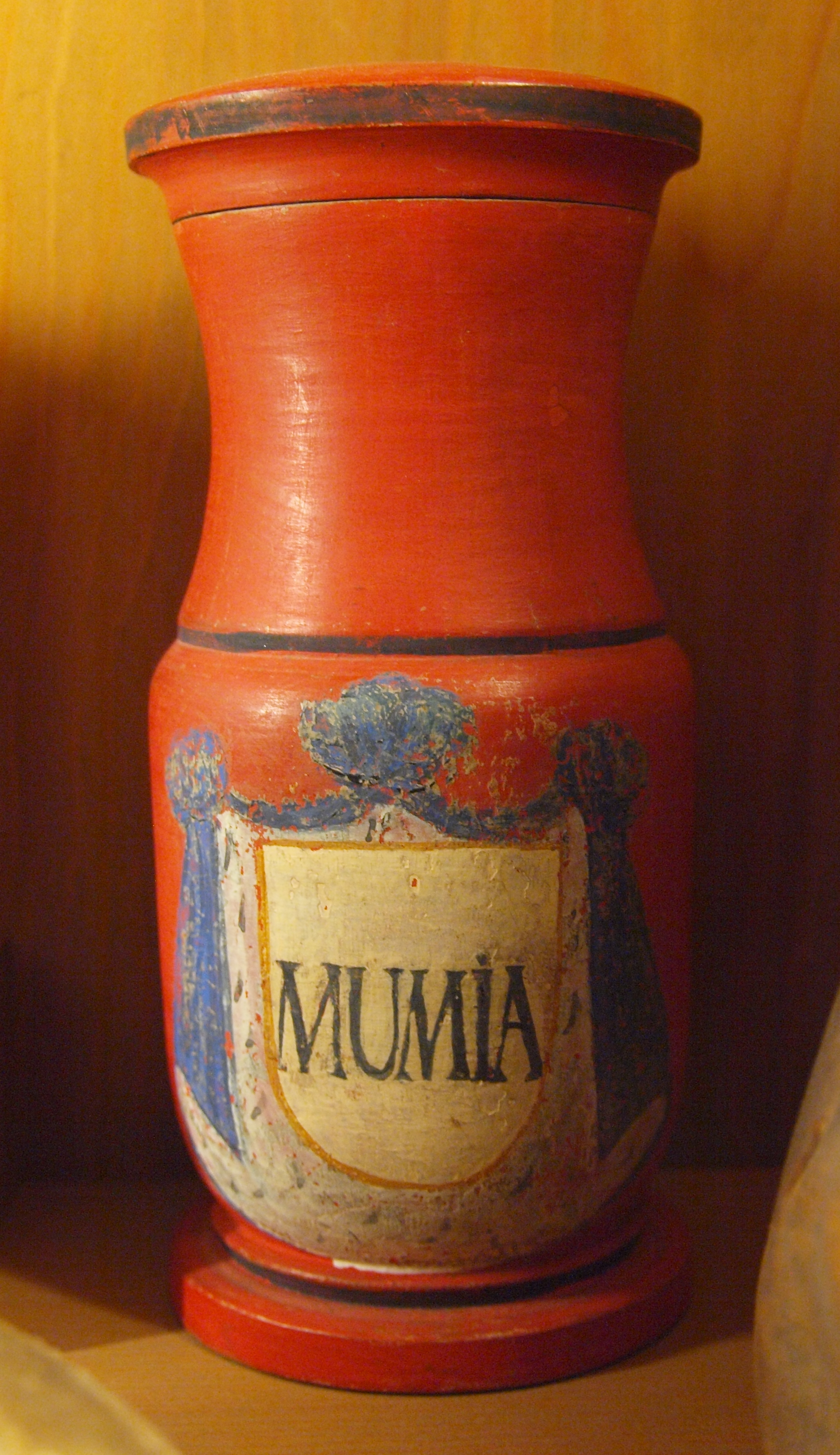
Apothekerdose aus dem 18. Jahrhundert für Mumia

Im Volksglauben vieler Kulturen war die Vorstellung verankert, dass in einer Leiche ein Teil der Lebenskraft zurückbleibt, der dann durch die Anwendung von Teilen des toten Körpers auf einen lebenden Menschen übertragen werden kann, wodurch dieser von Leiden kuriert wird. Prinzipiell wurde der Mensch in der Materia medica zu den Tieren gezählt, so dass aus Menschen gewonnene Arzneimittel zu den Animalia zählten. Allerdings wurde den Heilmitteln menschlichen Ursprungs eine besondere Heilwirkung zugesprochen, da der Mensch als das vollkommenste unter den Tieren und als Ebenbild Gottes angesehen wurde. Für Arzneimittel menschlichen Ursprungs wurden vor allem hingerichtete, im Krieg gefallene oder durch Unfälle ums Leben gekommene Menschen verwendet, da man glaubte, dass in diesen im vollen Vorhandensein ihrer Lebenskraft Verstorbenen noch mehr von dieser enthalten sei als in den Körpern von Alten oder nach längerem Siechtum Verstorbener.

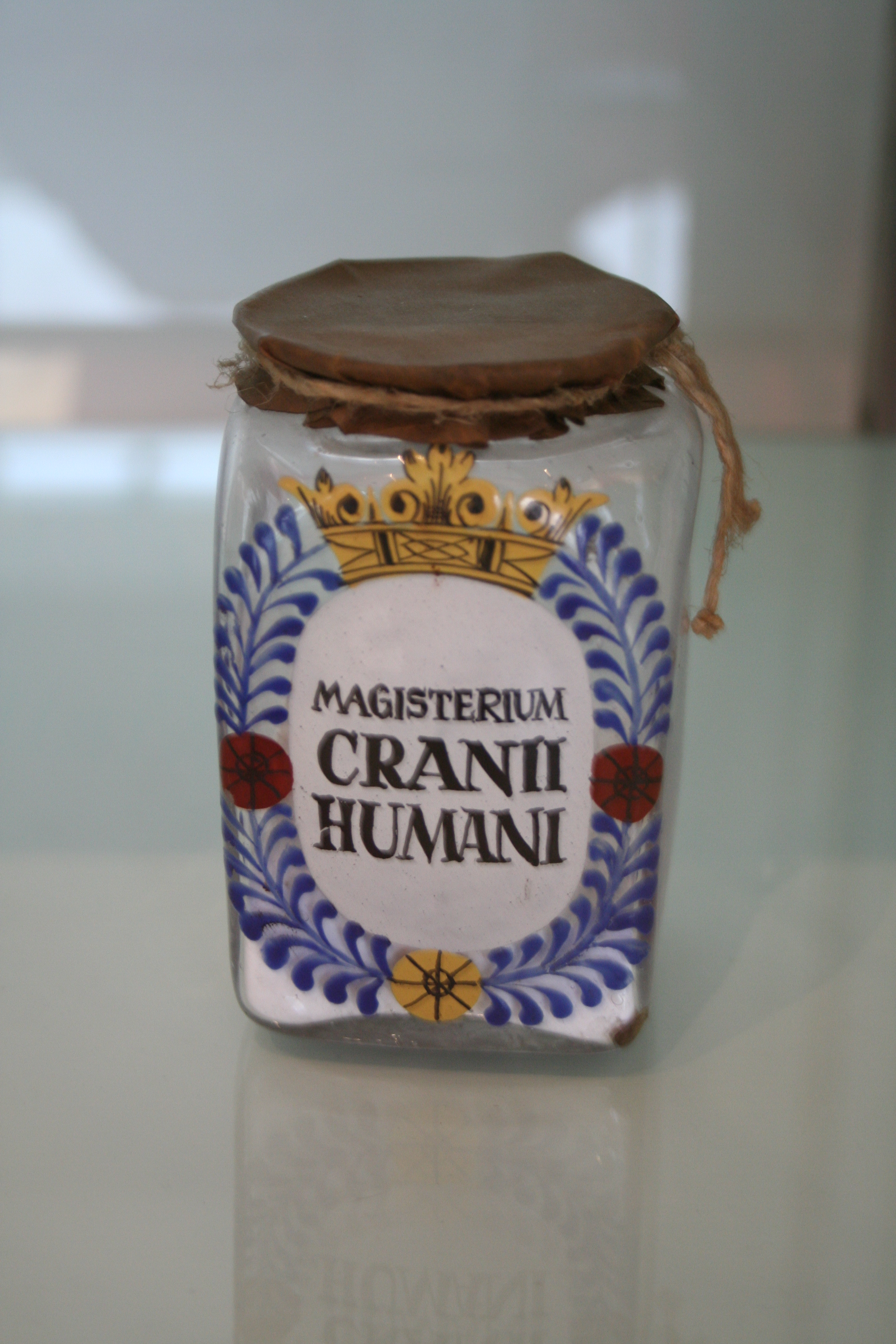
Apothekergefäß für Cranium humanum

Der deutsche Gelehrte Johann Joachim Becher führt 1663 in seinem Parnassus medicinalis illustratus in einem Vers 24 verschiedene Teile des menschlichen Körpers auf, die sich zur Verwendung in der Heilkunde eignen:
„Der Mensch, das Ebenbild, welchs Gott ist angenehm,
hat Vier und Zwantzig Stuck zur Artzeney bequem,
Bein, Marck, die Hirnschal auch, sampt ihrem Mos ist gut,
das Fleisch und Fett, die Haut, Haar, Harn, Hirn, Hertz und Blut,
die Gall, die Milch, der Koth der Schweiss, und auch der Stein,
das gelbe Schmaltz, so in den Ohren pflegt zu seyn,
die Nägel, Speichel, auch die Nachgeburt ist gut,
der Helm, der Samen und das Menstrualisch Blut.“
Johann Joachim Becher: Parnassus medicinalis illustratus, 1663, S. 5
Als besonders wirksam galten die Hände, da diese als Symbol einer noch bestehenden Handlungsfähigkeit galten. Als Totenhand waren sie deshalb bei Apothekern ein gesuchtes Handelsgut. Auch dem Kopf als dem vornehmsten Körperteil wurde besondere Heilwirkung zugesprochen, weshalb aus menschlichen Köpfen das in vielen Arzneibüchern des 16. bis 18. Jahrhunderts beschriebene Arzneimittel Cranium humanum hergestellt wurde.
Oft wurden die der Dreckapotheke zuzuordnenden Zutaten nach bestimmten Rezepten miteinander vermischt. Durch die Zugabe von Wein, Honig, Pflanzenöl, verschiedenen Kräutern, Gewürzen und Früchten sollte zum einen der therapeutische Effekt verbessert werden, zum anderen dienten diese Zutaten wohl auch der geschmacklichen Verbesserung der Mixturen.

## Historische Entwicklung
Die Verwendung von Arzneien, die der Dreckapotheke zugeordnet werden können, lassen sich bis in die Antike zurückverfolgen. So finden sich bereits in mesopotamischen Arzneibüchern Harn, Stuhl, Sperma, Blut, Knochen, Eierschalen, Schlangenhaut, Froschleber und Eidechsenkot als Rezepturbestandteile. In der Heilkunst des Alten Ägyptens finden sich zahlreiche Elemente der Dreckapotheke. So sind Rezepturen mit Zutaten wie dem Haar eines Ermordeten, Sperma, Blut oder Korn aus dem Grab eines gewaltsam ums Leben Gekommenen überliefert. Vor allem Kot und Urin fanden breite Anwendung. Zur Wundheilung wurden Waschungen mit Urin eingesetzt, bei inneren Krankheiten wurde er auch innerlich angewendet. Getrockneter Kot wurde zur Wundheilung verabreicht, Augenverletzungen wurden mit dem Kot von Säuglingen (sog. Kindspech) behandelt. Neben menschlichen Ausscheidungen wurden auch Exkremente von Tieren verwendet; so sind Rezepturen mit Fliegenkot gegen entzündliche Geschwulste und Brustentzündungen, Nilpferdkot gegen oberflächliche Entzündungen und Kot eines Katers, eines Krokodils oder einer Schwalbe als Räuchermittel gegen Störungen des Gehörs bekannt. Zur Empfängnisverhütung wurden mit Krokodildung bestrichene Leinenfasern, die als eine Art Diaphragma eingesetzt wurden, empfohlen.
Der römische Gelehrte Plinius der Ältere trug in der Enzyklopädie Naturalis historia das gesammelte Wissen seiner Epoche zusammen. Im Band V, Buch 28 dieses Werkes geht er ausführlich auf Heilmittel aus den Lebewesen ein und widmet sich unter der Überschrift Ex homine remedia auch explizit den Arzneimitteln menschlichen Ursprungs, deren Verwendung er allerdings rigoros als üble Praktiken ablehnt, da der Mensch dadurch selbst zum wilden Tier würde. In den folgenden Büchern beschreibt er dann Zubereitungen unter der Verwendung von Blut, Eingeweiden und Kot von Eseln, Schweinen, Ziegen und Tauben.
Auch in der mittelalterlichen Materia Medica Europas finden sich zahlreiche Rezepturen, die der Dreckapotheke zuzuordnen sind. So führt das frühmittelalterliche Lorscher Arzneibuch eine ganze Palette tradierter Animalia und organotherapeutischer Heilmittel. Gegen verrenkte Knöchel werden Asche aus Rübe und Rinderblut empfohlen, gegen Kopfschmerzen das Bestreichen mit aufgelösten Schwalbennestern. Die bedeutendste Drogenliste des Hochmittelalters, die im 13. Jahrhundert in der Schule von Salerno entstandene medizinisch-botanische Vokabularium Alphita, zählt neben Mineralien, Chemikalien und Drogen pflanzlichen Ursprungs auch zahlreiche tierische Organe sowie menschliche Körperteile auf.
Ab dem 17. Jahrhundert erreichte die medizinische Verwendung von Fäkalien und Leichenteilen in Europa zunehmende Bedeutung. 1641 veröffentlichte der Frankfurter Stadtarzt Johann Schröder den Artzney-Schatz, 1663 erschien mit dem Parnassus medicinalis illustratus des Gelehrten Johann Joachim Becher ein weiteres Arzneibuch in deutscher Sprache. Beide Bücher empfehlen, neben anderen Zutaten der Dreckapotheke, besonders die Anwendung von Menschenfett gegen schmerzende Glieder, Muskelschwund und Gicht. Die Dresdner Apothekertaxe von 1652, ein amtliches Preisverzeichnis für Medikamente, führte fast 50 verschiedene Fette tierischer Herkunft, darunter Fisch-, Affen- und auch Menschenfett. Daneben wurden zum Beispiel auch Hasen- und Hühnerhirn gelistet.

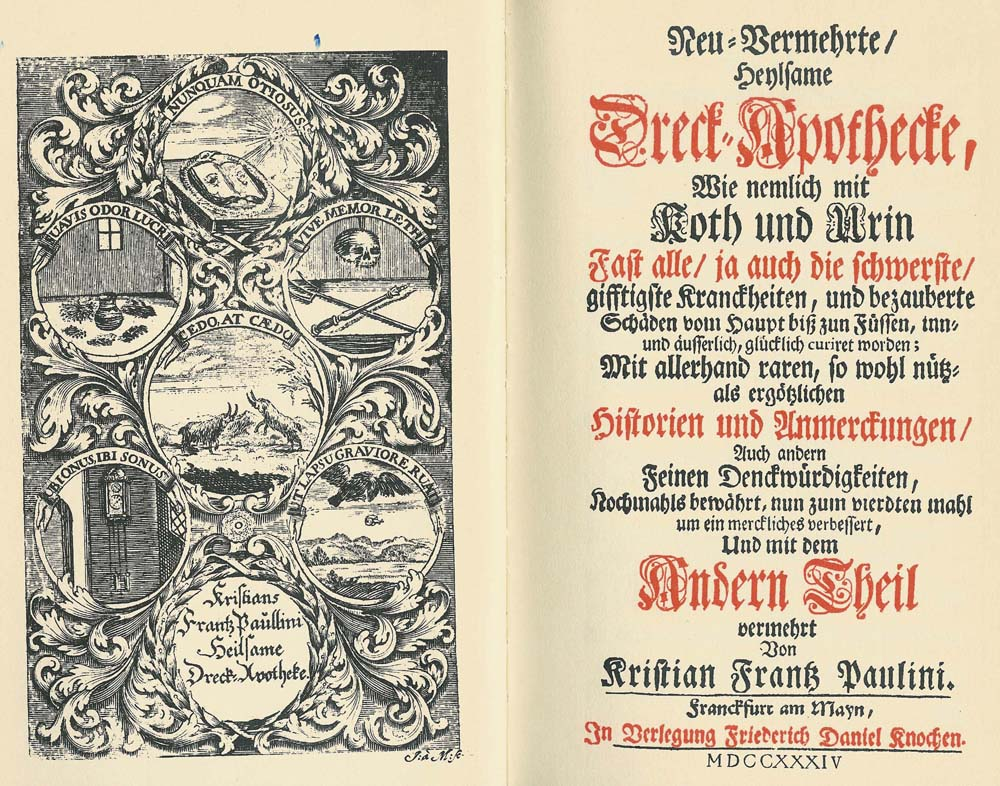
Paulinis Heylsame Dreck-Apotheke

Eine noch breitere Aufmerksamkeit wurde der Dreckapotheke schließlich durch das 1696 von dem Eisenacher Gelehrten und Arzt Christian Franz Paullini veröffentlichte Buch
Heylsame Dreck-Apotheke, wie nemlich mit Koth und Urin fast alle, ja auch die schwerste, gifftigste Kranckheiten und bezauberte Schaden, vom Haupt bis zu den Füssen, inn- und eusserlich, glücklich curirt worden, durch und durch nit allerhand curieusen, so nützlich- als ergetzlichen Historien und Anmerkungen, auch andern feinen Denckwürdigkeiten, bewährt und erläutert.
zuteil, das bis ins 21. Jahrhundert mehrmals nachgedruckt wurde. Während sich die bisherigen medizinischen Werke vor allem an Leser richteten, die den Heilberufen angehörten, wollte Paullini mit seiner Sammlung einfacher Heilmittel vor allem der ärmeren Bevölkerungsschicht eine Anleitung geben, wie sie sich durch Selbsthilfe mit preiswerten Arzneien versorgen konnte. Durch zeitgenössische Ärzte und Apotheker wurde die Publikation stark kritisiert, da Paullini Einblicke in die ärztliche Behandlungskunst gab.

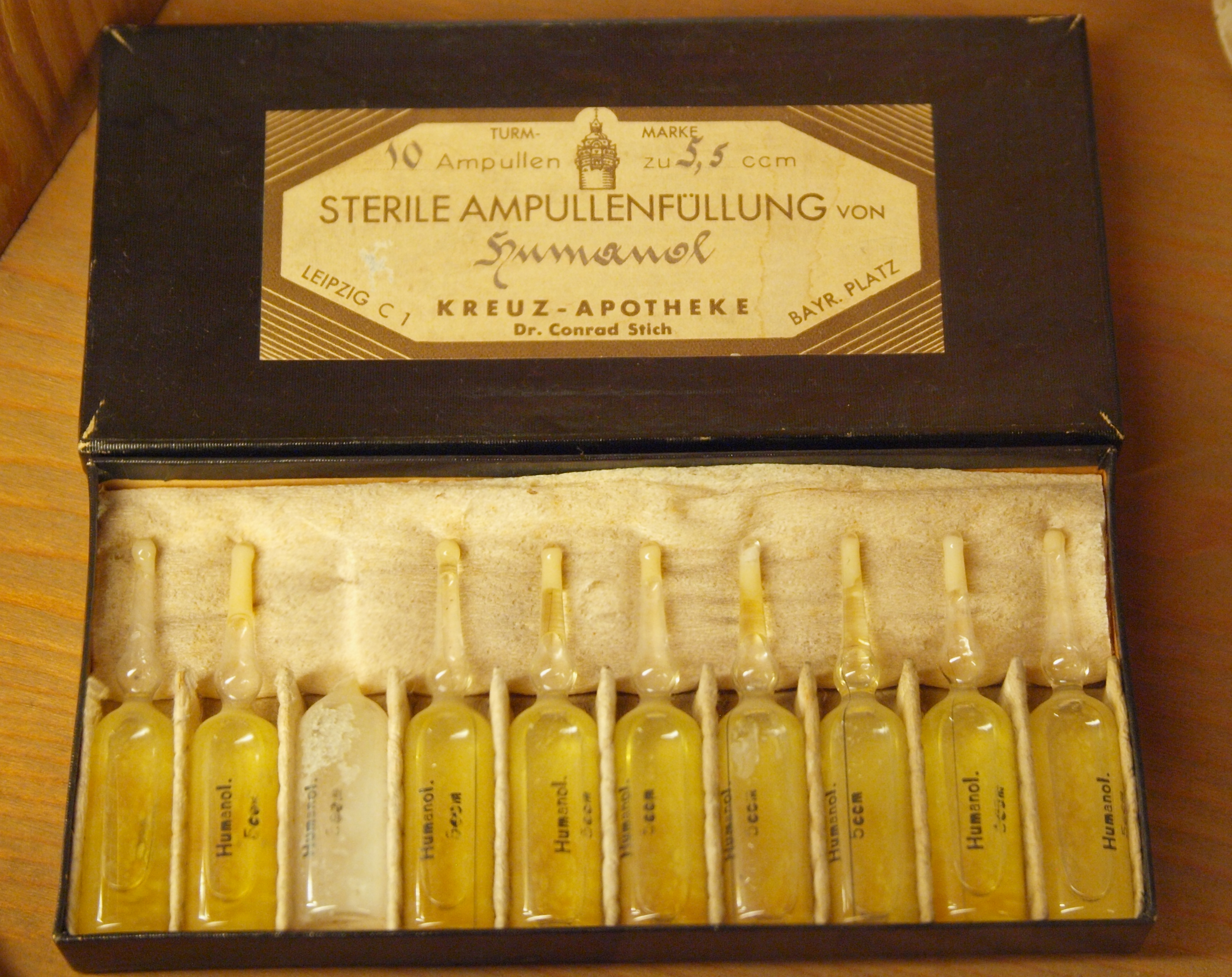
Steriles Humanol für Injektionszwecke

In einigen Konzepten der Komplementärmedizin lassen sich noch heute Anleihen der Dreckapotheke finden. So erfuhr die Eigenharnbehandlung, bei der der eigene Urin innerlich oder äußerlich zur Behandlung verschiedener Krankheiten angewendet wird, zu Beginn der 1990er Jahre in Deutschland eine relativ große Aufmerksamkeit. In der 1931 entwickelten und bis in die 1980er Jahre verbreiteten Frischzellentherapie wurden Injektionen von Zellaufschwemmungen von fetalen Kälbern vorgenommen. Menschenfett wurde ab dem späten 19. Jahrhundert unter dem Handelsnamen „Humanol“ in steriler Zubereitung für Injektionszwecke vertrieben und von 1909 bis 1920 zur Narbenbehandlung und Wunddesinfektion in der Chirurgie eingesetzt. Anti-Faltencremes verschiedener Hersteller (z. B. Placentubex C und Placenta-Serol) enthielten bis in die 1980er Jahre menschliches Fett, das aus Plazenten gewonnen wurde. Als Argument für die Verwendung dieser Zutaten wurde angeführt, dass die menschlichen Fette besonders gut in die Haut eindringen würden und außerdem auch Hormone und Vitamine enthielten, denen eine verjüngende Wirkung zugeschrieben wurde. Mit der Verwendung dieser Substanzen wurde offen geworben und sie war auch aus dem Namen der Produkte nachvollziehbar.

## Beurteilung durch die moderne Medizin
Ein großer Anteil an den durch die Ärzte beobachteten Erfolgen von Arzneien der Dreckapotheke wird aus heutiger Sicht dem Placeboeffekt zugeschrieben. Die für die Anwendung meist notwendige Überwindung von Ekel und Widerwillen könnte dabei zu einer Verstärkung dieses Effektes beigetragen haben.
Allerdings kann mit dem heutigen medizinischen Kenntnisstand die Wirksamkeit einiger der Rezepturen biologisch und/oder pharmakologisch zumindest teilweise erklärt werden. So enthalten Hühnereier, Nasensekret und Muttermilch das antibakteriell wirkende Lysozym. Die in mehreren Werken empfohlene Behandlung von Geschwüren mit einer Auflage aus Schafdung, Käseschimmel und Honig für zwanzig Tage kann aus heutiger Sicht durch die antibiotische Wirkung des Schimmels erklärt werden, wobei die lange Behandlungsdauer der Entstehung resistenter Bakterienstämme entgegenwirken könnte.
Aus der Dreckapotheke gingen zum Teil indirekt pharmazeutische Wirkstoffe hervor, die noch heute medizinische Anwendung finden. So wurde 1773 der Harnstoff aus Urin isoliert, der 1828 erstmals synthetisch hergestellt wurde. Harnstoff wird noch heute als Bestandteil von Salben bei trockenen Dermatosen wie z. B. Neurodermitis oder Schuppenflechte angewendet. 1928 konnte im Urin schwangerer Frauen das Hormon HCG nachgewiesen werden, das heute zur Behandlung der Amenorrhoe eingesetzt wird.
Der Physiologe und Neurologe Charles-Édouard Brown-Séquard (* 1817, † 1894) injizierte sich einen aus den Meerschweinchenhoden gewonnenes Extrakt, das sogenannte Liquide orchitique. Er berichtete darüber, sich danach deutlich verjüngt zu fühlen, was ihm in wissenschaftlichen Kreisen jedoch vor allem Spott einbrachte. Aus heutiger Sicht kann der Versuch als ein früher Einsatz der Hormonsubstitutionstherapie mit Testosteron angesehen werden.

## Historische Literatur (Auswahl)
- J. Ruland: Pharmacopoea nova in qua reposita sunt stercora et urinae. Nürnberg 1644.
- Robert Muth: Träger der Lebenskraft. Ausscheidungen des Organismus im Volksglauben der Antike. Wien 1954.